# Серпневое (Харьковская область)
Серпневое (укр. Серпневе) — село в Благодатненском сельском совете Валковского района Харьковской области Украины.
Код КОАТУУ — 6321281008. Население по переписи 2001 года составляет 775 (382/393 м/ж) человек.

## Географическое положение
Село Серпневое находится в начале урочища Коренное, в 2-х км от реки Орчик (правый берег), в месте впадения в неё реки Грушевая, на расстоянии в 1 км расположены сёла Благодатное и Ландышево, к селу примыкает большой садовый массив.

## Происхождение названия
Село основано как Орлово в 1795 г., а в 1932 г. переименовано в село Серпневое.
Украинское укр. серпень - август.
На территории Украины 2 населённых пункта с названием Серпневое.

## История
- 1795 — год основания как село Орлово.
- 1932 — переименование в село Серпневое.

## Экономика
- В селе есть молочно-товарная и свинотоварная фермы.
- Небольшой кирпичный завод.
- ООО «Серпневое Плюс», производство алкогольных и безалкогольных напитков.
- «ЛАГИДНЕ», садовое хозяйство.

## Объекты социальной сферы
- Школа.
- Спортивная площадка.
- Серпневская амбулатория семейной медицины.

## Достопримечательности
- Памятник воинам–односельчанам. 1941-1945 гг.

## Религия
- Свято-Спасо-Преображенский храм.
- Община Христиан веры евангельской "Благовест".